# Önfejlesztés
Az önfejlesztés (angol: self-help) az egyén önmagán végzett fejlesztését jelenti, gyakran pszichológiai vagy spirituális támogatással. A kifejezés egy széles körben elterjedt, könyveken, videókon, konferenciákon alapuló mozgalmakra vonatkozik, amely azoknak szól, akik szeretnék megoldani a problémáikat, megvalósítani vágyaikat és „megvalósítani önmagukat”, különféle problémák mellett (pl. egészség, jólét, munka, emberi kapcsolatok, család, szerelem), és általában az életben.

## Történet
1902-ben James Allen kiadta az As a Man Thinketh című művét, amely abból a meggyőződésből indul ki, hogy "az ember szó szerint az, amit gondol, jelleme minden gondolatának teljes összege". 
Néhány évtizeddel később Napoleon Hill Gondolkozz és gazdagodj (1937) című művében leírta az ismétlődő pozitív gondolatok alkalmazását a boldogság és a gazdagság vonzására, a „ végtelen intelligencia” megérintésével.
1936-ban Dale Carnegie a How to Win Friends and Influence People (Hogyan szerezzünk barátokat és befolyásoljuk az embereket) című művével továbbfejlesztette a műfajt. Könyvei azóta bestsellerré váltak.

### 21. század
A Marketdata piacelemző cég 8500 milliárd dollárosra becsülte az önfejlesztő iparágat 2003-ban.[forrás?]

## Kritika
Kritikusok azt állítják, hogy az önfejlesztő könyvek és programok "könnyű válasz"-t kínálnak súlyos személyes gondok orvoslásaként. Véleményezők szerint a ezek a könyvek pszeudo-tudományos kijelentéseket tartalmaznak, amik a fogyasztókat félrevezetni látszanak; számos író kritizálta ezeket az írokat és kijelentéseiket. Christopher Buckley könyve (God is My Broker (1998)) mondja: "Az egyetlen módja, hogy meggazdagodjunk egy self-help könyvvel, az az, hogy írunk egyet.". 1993-as könyvében, az I'm Dysfunctional, You're Dysfunctional-ban, Wendy Kaminer azzal bírálja az önfejlesztő mozgalmat, hogy szociális események helyett saját problémáikkal való foglalkozásra buzdítja az embereket.